# ビリー・ザ・ヒッツ
ビリー・ザ・ヒッツ（Billy Joel: The Ultimate Collection）は、ビリー・ジョエルが2000年に発表したコンピレーション・アルバム。
本作は本国アメリカではリリースされなかった。日本盤のみのボーナス・トラックとして「ストレンジャー」が収録された（他国では「僕の故郷（原題：You're My Home）」が収録されている）。

## 収録曲
| 全作詞・作曲: ビリー・ジョエル。 |                                                                                    |                  |                  |                                      |      |
| #                                | タイトル                                                                           | 作詞             | 作曲・編曲       | オリジナルアルバム                   | 時間 |
| 1.                               | 「素顔のままで」(Just the Way You Are)                                             | ビリー・ジョエル | ビリー・ジョエル | ストレンジャー, 1977                 | 4:50 |
| 2.                               | 「マイ・ライフ」(My Life)                                                          | ビリー・ジョエル | ビリー・ジョエル | ニューヨーク52番街, 1978             | 4:43 |
| 3.                               | 「ロックンロールが最高さ」(It's Still Rock and Roll to Me)                         | ビリー・ジョエル | ビリー・ジョエル | グラス・ハウス, 1980                 | 2:57 |
| 4.                               | 「イノセント・マン」(An Innocent Man)                                              | ビリー・ジョエル | ビリー・ジョエル | イノセント・マン, 1983               | 5:18 |
| 5.                               | 「ピアノ・マン」(Piano Man)                                                        | ビリー・ジョエル | ビリー・ジョエル | ピアノ・マン, 1973                   | 5:37 |
| 6.                               | 「エヴリバディ・ラヴズ・ユー・ナウ（ライヴ）」(Everybody Loves You Now (Live))     | ビリー・ジョエル | ビリー・ジョエル | ソングズ・イン・ジ・アティック, 1981 | 3:11 |
| 7.                               | 「エンターテイナー」(The Entertainer)                                              | ビリー・ジョエル | ビリー・ジョエル | ストリートライフ・セレナーデ, 1974   | 3:40 |
| 8.                               | 「街の吟遊詩人は…」(Streetlife Serenader)                                          | ビリー・ジョエル | ビリー・ジョエル | ストリートライフ・セレナーデ         | 5:16 |
| 9.                               | 「ニューヨークの想い」(New York State of Mind)                                     | ビリー・ジョエル | ビリー・ジョエル | ニューヨーク物語, 1976               | 6:02 |
| 10.                              | 「さよならハリウッド」(Say Goodbye to Hollywood)                                   | ビリー・ジョエル | ビリー・ジョエル | ニューヨーク物語                     | 4:36 |
| 11.                              | 「シーズ・ガット・ア・ウェイ（ライヴ）」(She's Got a Way (Live))                   | ビリー・ジョエル | ビリー・ジョエル | ソングズ・イン・ジ・アティック       | 2:59 |
| 12.                              | 「ムーヴィン・アウト」(Movin' Out (Anthony's Song))                                | ビリー・ジョエル | ビリー・ジョエル | ストレンジャー                       | 3:29 |
| 13.                              | 「シーズ・オールウェイズ・ア・ウーマン」(She's Always a Woman)                     | ビリー・ジョエル | ビリー・ジョエル | ストレンジャー                       | 3:20 |
| 14.                              | 「オネスティ」(Honesty)                                                            | ビリー・ジョエル | ビリー・ジョエル | ニューヨーク52番街                   | 3:49 |
| 15.                              | 「ガラスのニューヨーク」(You May Be Right)                                         | ビリー・ジョエル | ビリー・ジョエル | グラス・ハウス                       | 4:12 |
| 16.                              | 「ドント・アスク・ミー・ホワイ」(Don't Ask Me Why)                                 | ビリー・ジョエル | ビリー・ジョエル | グラス・ハウス                       | 2:57 |
| 17.                              | 「マイアミ2017（ライヴ）」(Miami 2017 (Seen the Lights Go Out on Broadway) [Live]) | ビリー・ジョエル | ビリー・ジョエル | ソングズ・イン・ジ・アティック       | 5:10 |
| 18.                              | 「ストレンジャー」(The Stranger / 日本盤のみのボーナス・トラック)                  | ビリー・ジョエル | ビリー・ジョエル | ストレンジャー                       | 5:10 |
| 合計時間:                        | 合計時間:                                                                          | 合計時間:        | 76:56            |                                      |      |

| #         | タイトル                                                               | 作詞      | 作曲・編曲 | オリジナルアルバム               | 時間 |
| --------- | ---------------------------------------------------------------------- | --------- | ---------- | -------------------------------- | ---- |
| 1.        | 「アップタウン・ガール」(Uptown Girl)                                  |           |            | イノセント・マン                 | 3:16 |
| 2.        | 「あの娘にアタック」(Tell Her About It)                                |           |            | イノセント・マン                 | 3:50 |
| 3.        | 「ザ・リヴァー・オブ・ドリームス」(The River of Dreams)                |           |            | リヴァー・オブ・ドリームス, 1993 | 4:07 |
| 4.        | 「ロンゲスト・タイム」(The Longest Time)                               |           |            | イノセント・マン                 | 3:38 |
| 5.        | 「ハートにファイア」(We Didn't Start the Fire)                         |           |            | ストーム・フロント, 1989         | 4:48 |
| 6.        | 「グッドナイト・サイゴン〜英雄達の鎮魂歌」(Goodnight Saigon)           |           |            | ナイロン・カーテン, 1982         | 7:02 |
| 7.        | 「アレンタウン」(Allentown)                                            |           |            | ナイロン・カーテン               | 3:52 |
| 8.        | 「レイナ」(All for Leyna)                                              |           |            | グラス・ハウス                   | 4:12 |
| 9.        | 「ディス・イズ・ザ・タイム」(This Is the Time)                         |           |            | ザ・ブリッジ, 1986               | 5:01 |
| 10.       | 「夜空のモーメント」(Leave a Tender Moment Alone)                      |           |            | イノセント・マン                 | 3:53 |
| 11.       | 「マター・オブ・トラスト」(A Matter of Trust)                          |           |            | ザ・ブリッジ                     | 4:08 |
| 12.       | 「モダン・ウーマン」(Modern Woman)                                     |           |            | ザ・ブリッジ                     | 3:50 |
| 13.       | 「ベイビー・グランド」(Baby Grand (duet with Ray Charles))             |           |            | ザ・ブリッジ                     | 4:04 |
| 14.       | 「愛はイクストリーム」(I Go to Extremes)                               |           |            | ストーム・フロント               | 4:21 |
| 15.       | 「レニングラード」(Leningrad)                                          |           |            | ストーム・フロント               | 4:03 |
| 16.       | 「ザ・ダウンイースター"アレクサ"」(The Downeaster 'Alexa')             |           |            | ストーム・フロント               | 3:42 |
| 17.       | 「オンリー・ヒューマン」(You're Only Human (Second Wind))              |           |            | ビリー・ザ・ベスト, 1985         | 4:48 |
| 18.       | 「君が教えてくれるすべてのこと（リミックス）」(All About Soul (Remix)) |           |            | ビリー・ザ・ベスト 3, 1987       | 5:59 |
| 合計時間: | 合計時間:                                                              | 合計時間: | 78:11      |                                  |      |